# 泥石导弹

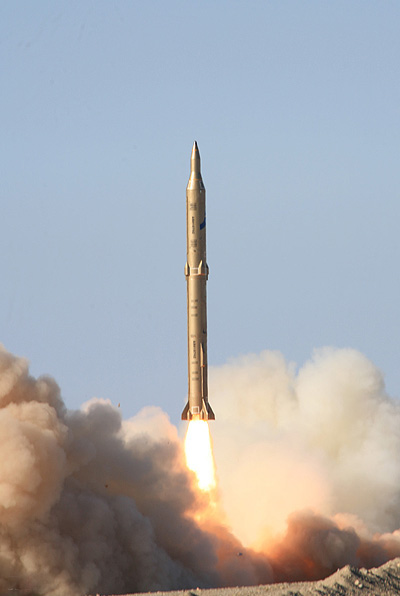
泥石导弹

泥石导弹（波斯語：سجیل）是伊朗研發的固体燃料中程弹道导弹，是“流星”系列弹道导弹的固体燃料版，命名来源于伊斯兰历史，信奉基督教的阿克蘇姆王國围攻麦加时使用了象兵，而麦加的守军看见鸟儿用泥岩攻击了象兵的眼睛，于是捡起泥岩，击退了基督徒。象征着伊朗的以弱胜强。 与只能垂直发射的流星3型飛彈不同的是，泥石导弹可選擇的发射角度更多。  泥石导弹下分3種型號，分别是泥石-1 、泥石-2、泥石-3 。  泥石-1於2008年11月13日试射成功。 分別是2025年6月，伊朗首次朝以色列發射泥石导弹（泥石-2）。